# Bogdan Szymusik
Bogdan Wojciech Szymusik ps. „Szymon” (ur. 15 marca 1919 w Dąbrowie pow. Przemyślany, zm. 11 lutego 2015 w Krakowie) – weteran Armii Krajowej, pszczelarz.

## Życiorys
Pochodził z Przemyślan pod Lwowem w województwie tarnopolskim, gdzie jego rodzice mieli dworek. Po napadzie sowieckim na Polskę pracował we Lwowie w szkolnictwie i zaocznie studiował pedagogikę. Po ataku Niemców na ZSRR ukończył studia pszczelarskie w Ukraińskim Techniczno–Rolniczym Instytucie w Podebradach w okupowanym Protektoracie Czech i Moraw. Działał konspiracyjnie w samoobronie, brał czynny udział w walkach odwetowych przeciwko Niemcom i mordercom z Ukraińskiej Powstańczej Armii, a następnie wstąpił 4 lutego 1943 do Armii Krajowej w Obwodzie III Przemyślany "Folwark" (Inspektorat Południowy Okręgu Lwów). Po kolejnym ukraińskim napadzie na jego dom 12 kwietnia 1944, uciekł przed ukraińskim ludobójstwem, przenosząc się do Krakowa.
Po wojnie był wieloletnim pracownikiem krakowskiego Wydziału Rolnictwa i Leśnictwa Urzędu Wojewódzkiego. W 1985 zorganizował jedyne w Polsce muzeum historii pszczelarstwa polskiego (Muzeum Historii Pszczelarstwa Polskiego w Krakowie przy ul. Dobczyckiej 3). W 2000 roku eksponaty zostały przekazane do Gospodarstwa Pasiecznego „Sądecki Bartnik" ze Stróż, gdzie dzięki jego staraniom powstało Muzeum Pszczelarstwa w Stróżach, noszące obecnie jego imię.

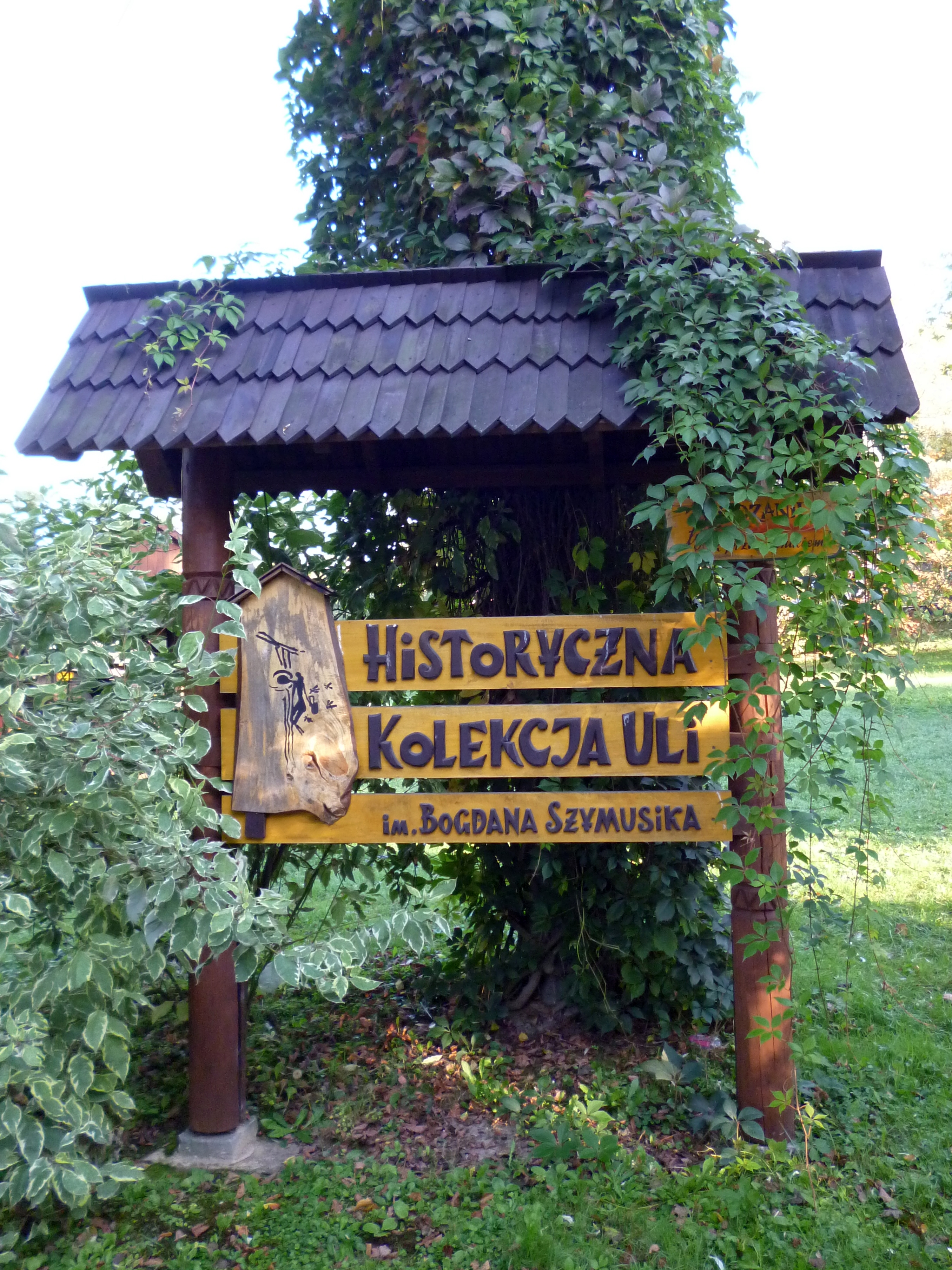
Muzeum Pszczelarstwa w Stróżach

Autor książki Historia pszczelarstwa polskiego w zarysie (Nowy Sącz 2006).
Od 1993 był członkiem Środowiska Żołnierzy AK Obszaru Lwowskiego Okręg Małopolska im. "Orląt Lwowskich" w Krakowie. W 2014 został mianowany porucznikiem Sił Zbrojnych III RP, a 11 lutego roku następnego zmarł. Pochowany na krakowskim Cmentarzu Wola Duchacka.

## Odznaczenia
- Krzyż Kawalerski Orderu Odrodzenia Polski – za wybitne zasługi dla rozwoju rolnictwa, za osiągnięcia w działalności publicznej i społecznej (2012)[5]
- Złoty Krzyż Zasługi – za zasługi w działalności na rzecz Gospodarstwa Pasiecznego Sądecki Bartnik (2000)[6]
- Krzyż Partyzancki[1]
- Krzyż Armii Krajowej[1]
- Medal 40-lecia Polski Ludowej[4]
- Medal „Za udział w wojnie obronnej 1939”[1];
- Odznaka pamiątkowa Akcji „Burza”[1]
- Odznaka Żołnierz Kresowy AK[2]
- Krzyż II Obrony Lwowa[2]
- Złoty Medal Dzierżona[3]
- Srebrny Krzyż Światowej Organizacji Pszczelarskiej „Apimondia”[3]